# Cérou
Cérou – rzeka we Francji, przepływająca przez tereny departamentów Aveyron i Tarn. Ma długość 87,1 km. Stanowi lewy dopływ rzeki Aveyron.

## Geografia
Cérou swoje źródła ma w gminie Saint-Jean-Delnous. Rzeka generalnie płynie w kierunku zachodnim aż do Vindrac-Alayrac, gdzie zmienia swój bieg na północ. Uchodzi do rzeki Aveyron w Milhars.
Cérou przepływa przez 2 departamenty, w tym 23 gminy:
AveyronSaint-Jean-Delnous (źródło), Lédergues
TarnCarmaux, Monestiés, Salles, Cordes-sur-Ciel, Saint-Jean-de-Marcel, Valderiès, Padiès, Rosières, Les Cabannes, Lacapelle-Pinet, Crespin, Andouque, Saint-Benoît-de-Carmaux, Mouzieys-Panens, Marnaves, Le Ségur, Labarthe-Bleys, Saint-Marcel-Campes, Lédas-et-Penthiès, Vindrac-Alayrac, Milhars (ujście)

## Hydrologia
Uśredniony roczny przepływ rzeki Cérou wynosi 3,98 m³/s. Pomiary były przeprowadzone na przestrzeni ostatnich 49 lat w miejscowości Milhars. Największy przepływ notowany jest w lutym (9,14 m³/s), a najmniejszy w sierpniu – 1,04 m³/s.

## Dopływy
Cérou ma opisane 24 dopływy. Są to:
| - Ruisseau de Merderié - Farruel - Boutescure - Ruisseau de Blaunauze - Riou Nègre - Ruisseau de Marguestautes - Ruisseau de Marlenc - Céroc | - Ruisseau du Cando - Rieysses - Céret - Ruisseau d'Arnabal - Zère - Ruisseau de Lizert - Ruisseau de Magot - Ruisseau de Vaour | - Aurausse - Ruisseau de Rayssac - Ruisseau de Maraval - Ruisseau d'Ampoul - Ruisseau des Combes - Ruisseau d'Aymer - Ruisseau de Comberouzal - Ruisseau de Bonnan |